# Manfalut
Manfalut (arab منفلوط, Manfalūţ) – miasto w Egipcie w muhafazie Asjut, na zachodnim brzegu Nilu.
W mieście urodził się egipski pisarz i poeta Mustafa al-Manfaluti Lutfi.